# Rocío Banquells
María del Rocío Banquells Núñez (Monterrey, Nuevo León, 22 de junio de 1958), conocida como Rocío Banquells, es una cantante, actriz y política mexicana, perteneciente al partido Movimiento Ciudadano. 
Fue electa diputada por la coalición Va por México (conformada por el PAN, PRI y PRD) por el distrito 14 de la Ciudad de México con sede en Tlalpan, luego de obtener cerca del 40% de los votos. Desde el 1 de septiembre de 2021 es diputada federal al Congreso de la Unión, por el distrito 14 de la Ciudad de México. El 21 de febrero de 2022 se cambió a la bancada de Movimiento Ciudadano.

## Biografía
María del Rocío Banquells Núñez nació el 22 de junio de 1958 en Monterrey, Nuevo León. Es hija del actor y director Rafael Banquells y de la actriz Dina de Marco. Tiene cinco hermanos, la actriz Sylvia Pasquel (hija del matrimonio de su padre con la actriz Silvia Pinal), José Manuel, Mary Paz, Ariadne y Rafael.
Rocío nació sin una colocación natural de voz. Por ello, a temprana de edad, fue atendida por varios foniatras. Fue el Doctor Fumagayo (marido de la soprano Ernestina Garfias), quién recomendó a sus padres que Rocío tomara clases de canto.

### Carrera

#### Actriz
Rocío sentía inclinación por la actuación desde su infancia, sin embargo, inicialmente su padre se negaba a que iniciara una carrera como actriz. Finalmente logró convencerlo y a los diez años de edad debuta en la obra teatral Los años imposibles, protagonizada y dirigida por su padre, Rafael Banquells, y donde actuó también su hermana Sylvia. Rocío alternó con su padre en otros dos trabajos teatrales: Cosas de mamá y papá (1970) y El día que secuestraron al Papa (1972).
En 1973 incursiona en la comedia musical con la primera versión mexicana del musical Vaselina, al lado de Julissa y Benny Ibarra en el Teatro Manolo Fábregas. 
En 1973, Rocío debuta en la televisión en la telenovela Los que ayudan a Dios, con Maricruz Olivier, con Televisa. En 1974 participa en la telenovela ha llegado una intrusa, donde trabaja de nuevo con su padre y su hermana Sylvia.
En 1974 realiza su única incursión formal en el cine en la película Adorables mujercitas, dirigida por José Díaz Morales, donde compartió protagonismo con las actrices Nubia Martí y Maritza Olivares.
En 1975, participó en el musical Chao Valentino, dirigida de nuevo por su padre y al lado de Carlos Piñar y Andrea Palma. En ese mismo año participa en la telenovela Barata de primavera, junto a Jacqueline Andere.
En 1976 actuó en el musical La novicia rebelde, compartiendo protagonismo con Lupita D'Alessio y Enrique Álvarez Félix, bajo la dirección de Luis Gimeno. En ese año actúa también en la telenovela Mi hermana la Nena. En 1977 protagoniza el musical Lili, al lado de Enrique Guzmán. En 1978 actuó en la obra El país de las sonrisas, dirigida por el tenor Giusseppe di Stefano y en la telenovela Ladronzuela. 
En 1979 Rocío obtiene uno de los éxitos más recordados de su carrera como actriz, específicamente en la televisión, al actuar en la telenovela Los ricos también lloran, junto a Verónica Castro y Rogelio Guerra, y en la que interpretó el personaje antagónico de Esther, en una telenovela que rompió récord de audiencia dentro y fuera de México.
En 1980, obtuvo un enorme éxito al participar en los montajes mexicanos de Godspell y Anita la huerfanita. Muchos de estos musicales, fueron dirigidos por José Luis Ibáñez. En 1980 actúa también en el montaje Aló... Aló... número equivocado, con su padre y Rogelio Guerra. En ese mismo año protagoniza la telenovela de Televisa Querer volar, junto a Humberto Zurita.
En 1981, participa en uno de los montajes teatrales más importantes de su carrera: la versión mexicana de Evita. Rocío acudió numerosas audiciones para el personaje, hasta que finalmente fue elegida para el mismo pese a que inicialmente fue rechazada al no dar la edad que el personaje requería en toda la obra. Rocío compartió el protagonismo con la cantante argentina Valeria Lynch y obtuvo un éxito arrollador. En ese mismo año la actriz antagoniza la telenovela Juegos del destino, junto a Lucy Gallardo. En 1982 interpreta también el papel antagónico principal de la telenovela Bianca Vidal, con Edith González.
En 1983, protagoniza la segunda versión mexicana de Jesucristo Superestrella, producida por Julissa y coprotagonizada por Enrique del Olmo. También actuó en la telenovela La fiera, con Victoria Ruffo y Angélica Aragón. En 1984 regresa a la comedia musical para protagonizar Todo se vale, junto a Talina Fernández y su padre, Rafael Banquells.
Rocío interrumpe su faceta de actriz durante varios años para dedicarse a su faceta como cantante. En 1996, regresa para protagonizar una nueva versión del musical Evita, en el Teatro Silvia Pinal, donde además fungió como productora. La actriz y cantante alternó con Luis Gatica y Jorge Lavat. Desgraciadamente, problemas legales y de salud de Rocío provocaron la cancelación de la puesta en escena, y su segunda retirada del teatro durante varios años. En ese mismo año, la actriz regresa a la televisión al protagonizar la telenovela Te dejaré de amar, para la cadena Televisión Azteca.
Diez años después, Rocío regresa a la televisión para participar en la tercera edición del reality show musical de Televisa Cantando por un sueño. Obtuvo el primer lugar de la tercera temporada del concurso, algo que la ayudó a retomar su carrera profesional.
En 2007, regresa a la televisión con un personaje en la telenovela Pasión, producida por Carla Estrada. En ese mismo año, Rocío reapareció en los escenarios con una pequeña participación en la versión mexicana del musical La bella y la bestia, junto a Lolita Cortés. También participa en la obra Los monólogos de la vagina. En 2008, la actriz realiza un rol antagónico en la telenovela Cuidado con el ángel.
En 2009, Rocío regresa al teatro musical como protagonista de la versión mexicana de Mamma Mia!. La obra obtuvo un enorme éxito y se mantuvo en cartelera durante más de un año.
En 2010, retorna a la televisión con el personaje antagónico principal de la telenovela Cuando me enamoro, al lado de Silvia Navarro y Juan Soler, además de protagonizar el episodio Elena protectora de la segunda temporada de la serie televisiva Mujeres asesinas.
En 2013, regresa al teatro con el montaje Made in Mexico, donde alterna con Juan Ferrara, Rafael Inclán y Socorro Bonilla. En 2014 participa en algunas funciones del segundo montaje mexicano del musical Cats.
Sus más recientes apariciones en televisión han sido pequeños roles en las telenovelas Corazón indomable (2013) y Un camino hacia el destino (2016).
En 2020, Rocío vuelve al teatro en la obra Rosa de dos aromas, donde comparte escena con su hermana Sylvia Pasquel.

#### Cantante
En 1985, Rocío se lanza profesionalmente como cantante con el disco Rocío Banquells. El disco fue lanzado bajo el auspicio de Warner Music Group y fue producido por Miguel Blasco, con arreglos de Gian Pietro Felisatti, quién además fue el autor de la mayoría de los temas. Del disco se desprenden los exitosos temas Este hombre no se toca, Luna mágica y Abrázame, que se colocaron en los primeros puestos de popularidad.
En 1986, lanza a la venta su segunda producción discográfica titulada Con él. De este disco se desprenden los sencillos No soy una muñeca, Será, será y Con él, tema que la de título al disco. Este tema causó polémica y fue censurado en las radiodifusoras por tocar el tema de la homosexualidad.
En 1987, Rocío decide incursionar en la música ranchera y lanza a la venta el disco Entrega total, grabado con el Mariachi Vargas de Tecalitlán. El disco incluye algunos clásicos de la música mexicana incluyendo Cucurrucucú paloma, de Tomás Méndez. En ese mismo año, Rocío graba un dueto con el cantante Luis Miguel titulado No me puedo escapar de ti, e incluido en el disco Soy como quiero ser.
En 1988, Rocío regresa a la balada pop con el disco En el alambre, el cual estrena un look vanguardista y juvenil. De este disco se desprenden los sencillos  En el alambre Mi espía y Primera vez. Este último es una versión en español de la canción First Time, de la cantante estadounidense Robin Beck y fue utilizado por Coca-Cola para una campaña publicitaria en Latinoamérica. Este disco se lanzó en dos ediciones. La segunda fue producida por Ariola Records, la nueva disquera de la cantante.
En 1989 lanza a la venta su segundo disco de música ranchera titulado Llorarás, llorarás, de nuevo acompañada por el Mariachi Vargas de Tecalitlán.
En 1990, Rocío lanza Un sueño que alguna vez soñé, un disco que recopila algunos temas de los más destacados musicales de Broadway como No llores por mí, Argentina del musical Evita, Memory, de Cats, y No sé cómo amarlo de Jesucristo superestrella. En ese mismo año, lanza el disco Escucha el infinito, su segundo disco de rock-pop, que contiene temas como Pudo ser amor, versión en castellano de It Must Have Been Love del dúo sueco Roxette y Heridas de amor, versión en castellano de Love Hurts de Nazareth.
En 1991, lanza el disco A mi viejo, su tercer disco de música ranchera y producido como un homenaje a su padre, Rafael Banquells, fallecido el año anterior. El disco contiene varios temas de Ferrusquilla y José Alfredo Jiménez. Este disco fue lanzado bajo el sello EMI Music. 
En 1993, sale a la venta A la Virgen Morena, un disco grabado especialmente para conmemorar a la Virgen de Guadalupe. El disco contiene sólo cuatro temas, entre ellos, una versión del Ave María. En ese mismo año lanza el disco Genio y figura, producción de baladas pop. De este disco sobresale el tema musical La Bella y la Bestia, versión en español de la banda sonora de la película homónima de Disney y grabado a dueto con Manuel Mijares. 
En 1995, lanza el disco La fuerza del amor. De este disco sobresale el tema Prisionera de amor, utilizado como tema principal de la telenovela del mismo nombre, de Televisa. 
En 1996, lanza su primera recopilación de éxitos titulada Coincidir: Grandes éxitos. El disco incluye dos nuevas canciones: El día (de la telenovela Te dejaré de amar, que ella misma protagoniza), y Coincidir, cover del grupo Mexicanto. En 1998, lanza Recuerdos de un sentimiento, recopilación de temas de bolero grabados en dos popurrís de quince minutos cada uno. Estas dos últimas producciones fueron lanzadas bajo el sello de Azteca Music.
Tras nueve años de ausencia del mercado musical, en 2007, Rocío regresa con el disco Nací para ti, disco doble grabado en vivo el 9 de mayo de 2007 en el Teatro de la Ciudad Esperanza Iris, de la Ciudad de México. El disco contiene una recopilación de éxitos de su carrera musical, además de un tema nuevo que le da nombre al disco, y una versión ranchera de Luna mágica. El disco también incluyó un DVD y fue lanzado bajo el sello Universal Music.
En 2010, Rocío se integra al concierto especial Cantantes asesinas, un concepto musical que reúne a grandes intérpretes femeninas de Latinoamérica de la década de 1980. El concepto original estuvo integrado, además de Banquells, por Dulce, María Conchita Alonso, Amanda Miguel, Marisela y Lucía Méndez. En 2011, el proyecto se transformó en el concepto Grandiosas, que sigue la misma línea del anterior. En este nuevo formato, además de Banquells, se integraron Dulce, María del Sol, Manoella Torres y María Conchita Alonso. El concepto tuvo tal éxito que se convirtió en una serie de conciertos realizados de forma anual. Con el paso del tiempo, otras cantantes como Karina, Ednita Nazario, Edith Márquez, Valeria Lynch y Ángela Carrasco se han unido al proyecto. En 2015, el concierto de Grandiosas en vivo derivó en un disco grabado en vivo en el Auditorio Nacional de la Ciudad de México y en el que participaron Banquells, Dulce, María Conchita Alonso y Karina.
En 2017, Banquells lanza a la venta el disco Siempre regios, en el que incursiona en el género grupero. En 2018 sale a la venta la segunda parte de Grandiosas en vivo, en la que participan también Dulce y Manoella Torres.
En 2018, la cantante anunció que se encuentra preparando un nuevo disco que incluirá una recopilación de sus éxitos en formato acústico.
En 2019, Rocío participó en el reality show musical de Televisa ¿Quién es la máscara?. En ese mismo año, Rocío presenta el espectáculo musical Ocrilú. En dicho espectáculo, Banquells interpreta sus éxitos remasterizados electrónicamente, además de hacerse acompañar por drag queens, bailarines y DJs.

### Vida personal
Rocío ha estado casada en dos ocasiones. Su primer matrimonio (1979-1984), fue con Pedro Méndez, con quien procreó una hija, Pamela. Su segundo matrimonio (1985-2005), fue con el empresario Jorge Berlanga, con quien procreó a su segundo hijo, Rodrigo. Desde 2006, Rocío mantiene una relación con el contador Jorge Siegrist.

## Trayectoria

### Telenovelas y Series de televisión
| Año       | Título                     | Personaje                                     |
| --------- | -------------------------- | --------------------------------------------- |
| 2020      | La mexicana y el güero     | María Dolores "Lolita" de la Mora             |
| 2016      | Un camino hacia el destino | Guadalupe "Lupe" Gonzalo                      |
| 2013      | Corazón indomable          | Carola Canseco                                |
| 2010-2011 | Cuando me enamoro          | Josefina "Pepa" "Fina" Álvarez de Monterrubio |
| 2010      | Mujeres asesinas           | Elena "Ep: Elena, Protectora"                 |
| 2008-2009 | Cuidado con el ángel       | Isabela Rojas                                 |
| 2007-2008 | Pasión                     | Ofelia de Márquez                             |
| 1996-1997 | Te dejaré de amar          | Violeta Larios                                |
| 1983-1984 | La fiera                   | Brenda Del Villar                             |
| 1982-1983 | Bianca Vidal               | Mónica Rondán                                 |
| 1981-1982 | Juegos del destino         | Sofía                                         |
| 1980      | Querer volar               | Erika                                         |
| 1979-1980 | Los ricos también lloran   | Esther Izaguirre de Salvatierra               |
| 1979      | La llama de tu amor        | Virginia                                      |
| 1978-1979 | Ladronzuela                | Gilda                                         |
| 1976      | Mi hermana la Nena         | Mónica                                        |
| 1975-1976 | Barata de primavera        | Patricia                                      |
| 1974      | Ha llegado una intrusa     | Daniela                                       |
| 1973      | Los que ayudan a Dios      | Valeria                                       |

### Programas
| Año  | Programas             | Personaje                            |
| ---- | --------------------- | ------------------------------------ |
| 2019 | ¿Quién es la máscara? | "Catrina"                            |
| 2006 | Reyes de la canción   | Concursante                          |
| 2006 | Cantando por un sueño | Concursante Ganadora (Tercera etapa) |

### Otras participaciones en TV
| Año        | Programas                                       | Nota             |
| ---------- | ----------------------------------------------- | ---------------- |
| 2019, 2020 | La Academia                                     | invitada musical |
| 2021-2022  | Quiero Cantar (Venga la alegría)                | Juez             |
| 2023       | La nota de oro (Venga la alegría fin de semana) | Juez             |

### Cine
| Año  | Película             | Personaje |
| ---- | -------------------- | --------- |
| 1974 | Adorables mujercitas | Roberta   |
| 1973 | Mujercitas           | Roberta   |

### Teatro
- Rosa de dos aromas (2020)
- Diez pianos ¡Viva México! (2015)
- Cats (2014)
- Made In México (2013)
- Animal...Es (2012)
- Mamma Mia! (2009)
- La bella y la bestia (2007)
- Los monólogos de la vagina (2007)
- Evita (1997-1998)
- Todo se vale (1984)
- Jesucristo Superestrella (1983)
- Un gran final (1982)
- Evita (1981-1982)
- Aló!... Aló!... número equivocado (1980-1982)
- Anita la huerfanita (1980)
- Godspell (1980)
- El país de las sonrisas (1978)
- Lili (1977)
- La novicia rebelde (1975)
- Chao Valentino (1975)
- Vaselina (1973)
- El día que secuestraron al Papa (1972)
- Cosas de mamá y papá (1970)
- Los años imposibles (1970)

## Discografía

### Álbumes de estudio
- Rocío Banquells (1985)
- Con él (1986)
- Entrega total (1987)
- En el alambre (1988)
- Llorarás, llorarás (1989)
- Un sueño alguna vez soñé (1990)
- Escucha el infinito (1990)
- A mi viejo (1991)
- A la Virgen Morena (1993)
- Genio y figura (1993)
- La fuerza del amor (1995)
- Coincidir: Grandes éxitos (1996)
- Recuerdos De Un Sentimiento (1998)
- Nací para ti (2007)
- Las Grandiosas en vivo (2015)
- Siempre regios (2017)
- Las Grandiosas en vivo vol. II (2018)
- La Bella y La Bestia (2019)
- Recuerdos de Oro Homenaje a Sonia López (2019)

### Álbum recopilatorio
- Las número uno (2007)
- Amantes (Los Grandes Éxitos de Rocio Banquells) (2019)

### Soundtracks
- Barrera de amor (2005) - Luna Mágica
- Prisionera de amor (1994) - Prisionera de amor
- Fiebre de amor (1985) - Siempre me quedo, siempre me voy

### Colaboraciones
- No me puedo escapar de ti, dueto con Luis Miguel en el disco Luis Miguel 87 (1987).
- La bella y la bestia, dueto con Mijares para la película de Disney La bella y la bestia (1991).
- Corazón de acero, dueto con la Sonora Santanera (2015).

### Otros trabajos
- Indecisión, bolero grabado para el disco Boleros. Por amor y desamor (1995).
- Todo por amor, bolero grabado para el disco Las Mujeres De Manzanero (2008).

## Premios y nominaciones

### Premios TVyNovelas
| Año  | Categoría                  | Telenovela                 | Resultado |
| ---- | -------------------------- | -------------------------- | --------- |
| 2011 | Mejor actriz antagónica    | Cuando me enamoro          | Ganadora  |
| 1984 | Mejor villana              | Bianca Vidal               | Ganadora  |
| 1988 | Mejor TV-cantante femenino | Mejor TV-cantante femenino | Ganadora  |

### Premios People en Español
| Año  | Categoría     | Persona         | Resultado |
| ---- | ------------- | --------------- | --------- |
| 2011 | Mejor Villana | Rocío Banquells | Nominada  |

### Premios ACE
| Año  | Categoría                                     | Resultado |
| ---- | --------------------------------------------- | --------- |
| 1993 | Mejor video musical                           | Ganadora  |
| 1993 | Intérprete de música ranchera                 | Ganadora  |
| 1991 | Mejor álbum del año                           | Ganadora  |
| 1988 | Intérprete de ritmos regionales más destacada | Ganadora  |

### Premios Califa de Oro
| Año  | Categoría               | Telenovela | Resultado |
| ---- | ----------------------- | ---------- | --------- |
| 2007 | Mejor actuación del año | Pasión     | Ganadora  |